# 格林菲爾德礁蟾魚
格林菲爾德礁蟾魚（学名：Sanopus greenfieldorum），為輻鰭魚綱蟾魚目蟾魚科的其中一種，被IUCN列為次級保育類動物，分布於中西大西洋區的貝里斯海域，為底棲性魚類，生活在珊瑚礁。

## 外部連結
- 格林菲爾德礁蟾魚的圖片 （页面存档备份，存于）